# Gare de la Perche
La gare de la Perche est une gare ferroviaire située sur le territoire de la commune suisse de Montreux, dans le canton de Vaud. Elle est située au départ de plusieurs sentiers de randonnée.

## Situation ferroviaire
Établie à 1 795 mètres d'altitude, la gare de la Perche est située au point kilométrique 6,54 de la section de Glion à la gare des Rochers-de-Naye sur la ligne Montreux-Glion-Rochers de Naye. Elle est située entre la gare de Jaman et la gare terminus des Rochers-de-Naye, à l'issue d'une courte galerie de protection de 51 mètres de long située en aval.
Elle est dotée d'une unique voie et d'un quai latéral.

## Histoire
La gare de la Perche a été mise en service en 1892 avec l'ouverture de la ligne de Glion aux Rochers-de-Naye,,. L'électrification de l'entier de la ligne est inaugurée le 25 juillet 1938,.

## Service des voyageurs

### Accueil
La gare de la Perche est constituée d'un seul quai en bois posé sur une passerelle métallique et protégé par un garde-corps en métal.

### Desserte
La gare de la Perche est desservie par un train par heure et par sens, en provenance ou en direction de la gare de Montreux du mercredi au dimanche en hiver, à l'exception de la période de Noël et tous les jours le restant de l'année.

### Intermodalité
La gare de la Perche n'est en correspondance avec aucune autre ligne de transports publics.